# يانا شنايدر
يانا شنايدر (بالإنجليزية: Jana Schneider)‏ هي صحفية ومصورة أمريكية، ولدت في 24 أكتوبر 1951 في مك فارلاند في الولايات المتحدة.

## مشوارها وظيفي
درست شنايدر في جامعة ويسكونسن.وهي مهتمة بالدراما والموسيقى والتصوير الفوتوغرافي. انتقلت عام 1974 إلى مدينة نيويورك على أمل اقتحام المسرح سرعان ما وجدت نفسها تعمل في إنتاجات مثل شيناندواه و العريس السارق وبرودواي  تم ترشيحها لعام 1986 بجائزة توني  كما كانت أفضل ممثلة مميزة في فيلم لغز إدوين درود  عام 1986 حصلت على جائزة مكتب الدراما لأفضل ممثلة مميزة في موسيقية لدورها في سر إدوين درود. في أواخر الثمانينيات قررت أن تصبح مصورة صحفية. عملت شنايدر في العديد من وكالات التصوير بما في ذلك الصحافة سيبا. نُشرت أعمالها في صحف ومجلات تايم و نيوزويك و شتيرن وغيرها.

## حياة شخصية
في عام 1986 ، تزوجت من الموسيقي والملحن توم ويلسون ، لكن زواجهما لم يدم طويلاً.

## وصلات خارجية
- يانا شنايدر على موقع IMDb (الإنجليزية)
- يانا شنايدر على موقع قاعدة بيانات برودواي على الإنترنت (الإنجليزية)